# اتاسیلیو نیتو (بازیکن فوتبال)
اتاسیلیو نیتو (انگلیسی: Otacílio Neto؛ زادهٔ ۱۷ نوامبر ۱۹۸۲) بازیکن فوتبال اهل برزیل است.
از باشگاه‌هایی که در آن بازی کرده‌است می‌توان به باشگاه فوتبال فیگیرنسه و باشگاه فوتبال کورینتیانس اشاره کرد.